# Феннеманн, Тео
Тео Феннеманн (нем. Theo Vennemann, в русскоязычных публикациях и переводах зарубежных книг иногда неверно именуется Тео Веннеманн; род. 27 мая 1937, Штеркраде, Оберхаузен, Рейнская провинция, Третий рейх) — немецкий лингвист, специалист по исторической лингвистике. Основные исследования посвящены изучению древних языков Европы.
Получил известность как автор спорных теорий о том, что на формирование индоевропейских языков в Европе повлияли две гипотетические языковые группы. Одна из них, «басконская» или «васконская», была родственной баскскому языку, другая — «атлантическая» — семитским языкам. Ниже перечислены основные положения теории Феннеманна о европейском глоттогенезе:
- «Васконский субстрат» предшествовал в Европе германским, кельтским и италийским языкам, что якобы доказывается заимствованными словами, топонимами и структурными особенностями данных языков, в том числе акцентом на первый слог слова.
- Так называемая древнеевропейская гидронимия, которая традиционно считается индоевропейской, по мнению Феннеманна, является басконской.
- Феннеманн реинтерпретировал многочисленные европейские топонимы как «басконские», к которым были позднее присоединены индоевропейские суффиксы.
- Пунический язык — семитский язык классического Карфагена является суперстратом для германских языков. По мнению Феннеманна, карфагенянам удалось колонизировать Северное море в период VI—III веков до н. э., о чём якобы свидетельствуют многочисленные семитские заимствования в германских языках и сходство между карфагенской и германской языческой религией; об этом же, по его мнению, свидетельствует сходство германских сильных глаголов с чередованием гласных в корне, характерное для семитских языков.
- Пунический язык является субстратом для кельтских языков, о чём якобы свидетельствуют некоторые структурные характеристики кельтских языков.
- Руны якобы произошли непосредственно от финикийского алфавита без промежуточных этапов.
- Звуковой сдвиг в германских языках он датирует VI—III вв. до н. э. и объясняет его пуническим влиянием.

Президент Европейского лингвистического общества в 2003—2004 годах.